# Carl Essbach
Die Firma Carl Essbach war eine Mundharmonikamanufaktur in Brunndöbra und wurde 1872 gegründet. Mit seiner Schutzmarke Liberty gehörte die Firma zu den bedeutenderen im vogtländischen Musikwinkel. Aufgrund von Nachfolgeproblemen wurde das Unternehmen in den frühen 1920er Jahren an die Firma C. A. Seydel Söhne verkauft.